# Dombeya marojejyensis
Dombeya marojejyensis är en malvaväxtart som beskrevs av Arenes. Dombeya marojejyensis ingår i släktet Dombeya och familjen malvaväxter. Inga underarter finns listade i Catalogue of Life.